# Ljuslav
Ljuslav (Xanthoria candelaria) är en lav som hör till gruppen vägglavar. Den har en gulaktig till orangegulaktig färg och växer ofta i dynliknande bildningar på varierande underlag, bland annat bark och stenar, särskilt stenar som utsätts för fågelspilling. Ljuslaven innehåller som andra lavar i dess släkte färgämnet parietin och förr användes den till att färga talgljus. Det är efter detta bruk som laven har fått sitt trivialnamn.
Kännetecknande för ljuslaven är att bålen har korallikt flikade, smala lober (högst 0,5 millimeter breda). Vid flikarnas spets finns asexuella förökningsorgan (benämnda soral) som bildar soredier (vegetativa förökningsknoppar). Hos ljuslaven är det sällsynt att apothecier (fruktkroppar) förekommer.